# Стрілянина в редакції газети «Шарлі Ебдо»

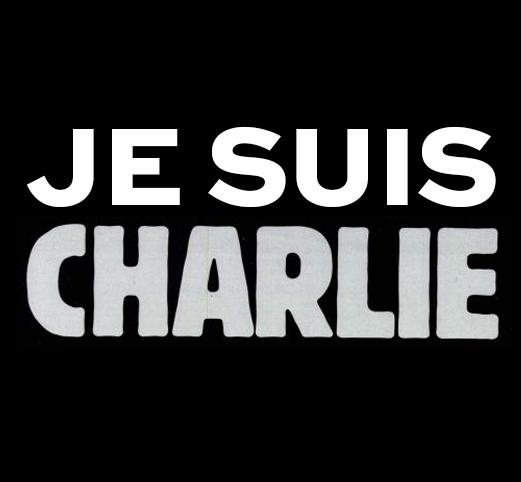
Je suis Charlie («Шарлі — це я»). Логотип, який використовують користувачі Твіттера на знак солідарності з газетою

Стрілянина в редакції газети «Charlie Hebdo» (фр. Fusillade au siège de Charlie Hebdo) — напад двох або трьох невідомих осіб на офіс редакції французького сатиричного тижневика «Charlie Hebdo» 7 січня 2015 року в Парижі. Напад спричинив як мінімум 12 смертей (серед яких два поліцейських). Напад пов'язують з помстою радикальних ісламістів.
Ввечері того ж дня поліція Франції встановила трьох підозрюваних у нападі — громадян Франції алжирського походження, уродженців Парижа братів Саїда і Шерифа Кауші у віці 34 і 32 роки, які раніше підозрювалися в участі в джихадистських організаціях. Двома днями пізніше, вранці 9 січня, вони захопили друкарню в місті Даммартен-ан-Гоель, де їх ввечері і було вбито французькою поліцією. Їх спільник, який не брав участі в атаці, а, за його власним зізнанням, «відповідав за поліцейських», француз сенегальського походження Амеді Кулібалі, 8 січня вбив жінку-поліцейського в місті Монружі, а 9 січня захопив заручників у кошерній крамниці на сході Парижа, де його також було вбито ввечері французькою поліцією.

## Контекст
Сатиричну газету «Charlie Hebdo» було засновано у 1969 році. Серед іншого, тут публікували карикатури на іслам і на пророка Магомета.
До того на редакції журналу вже здійснювалися напади. Зокрема, у 2011 році невідомі підпалили будівлю, у якій розташовувалась газета, жбурнувши туди коктейль Молотова.
Передостанньою такою публікацією, що отримала розголос, у вересні 2012 року, став відгук на аматорський фільм «Невинність мусульман». Після цього відгуку почалися заворушення в арабських країнах з американською присутністю.

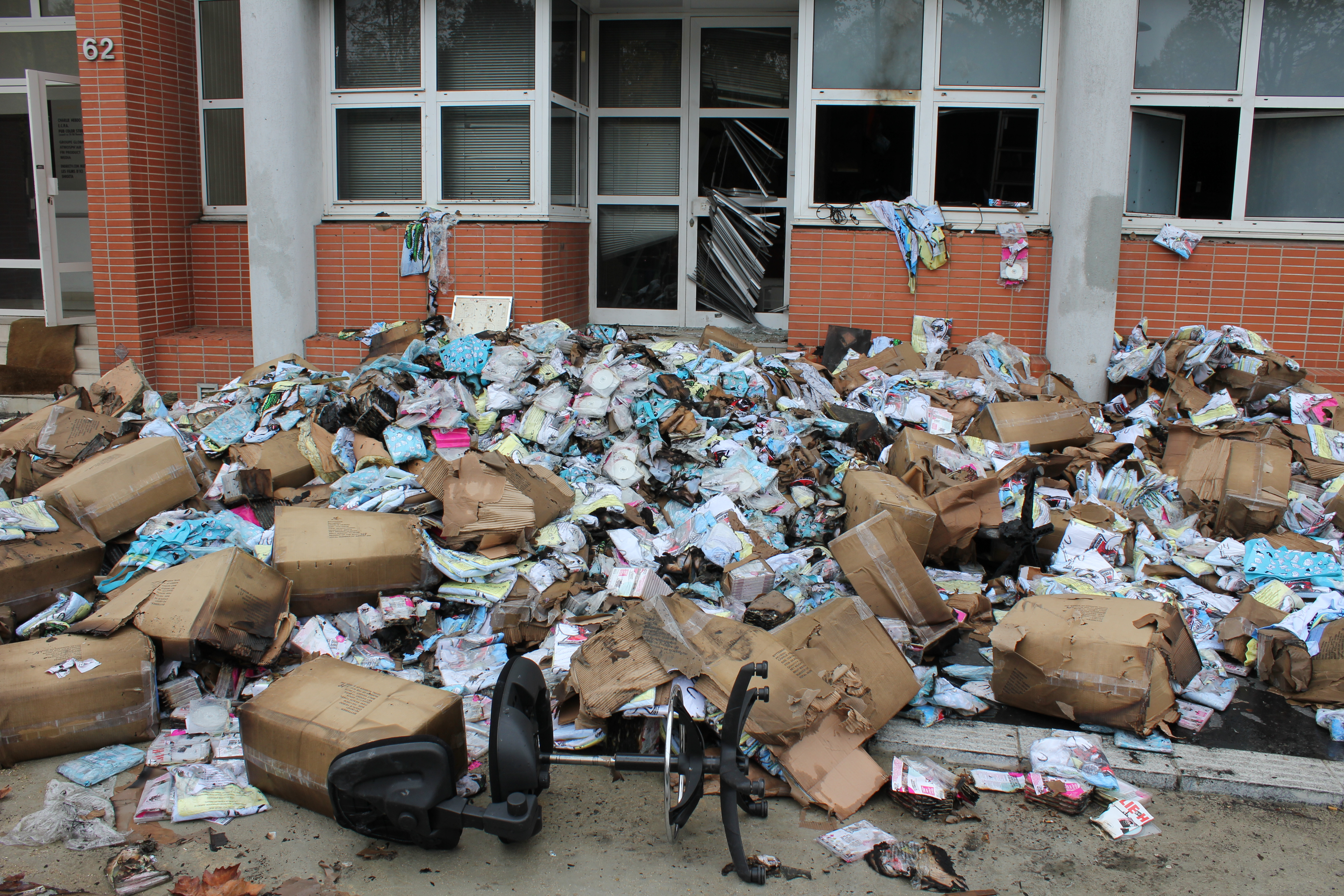
Вигляд редакції після підпалу 2011

За декілька хвилин до стрілянини у Твіттері газети була опублікована карикатура із зображенням лідера Ісламської Держави Аль-Багдаді та підписом «Найкращих побажань. Від Аль-Багдаді також. І особливо здоров'я».

## Хід подій
Об 11:30 за паризьким часом декілька невідомих у масках з криками «Аллах Акбар» увірвались до редакції, де почали стріляти з автоматів Калашнікова.

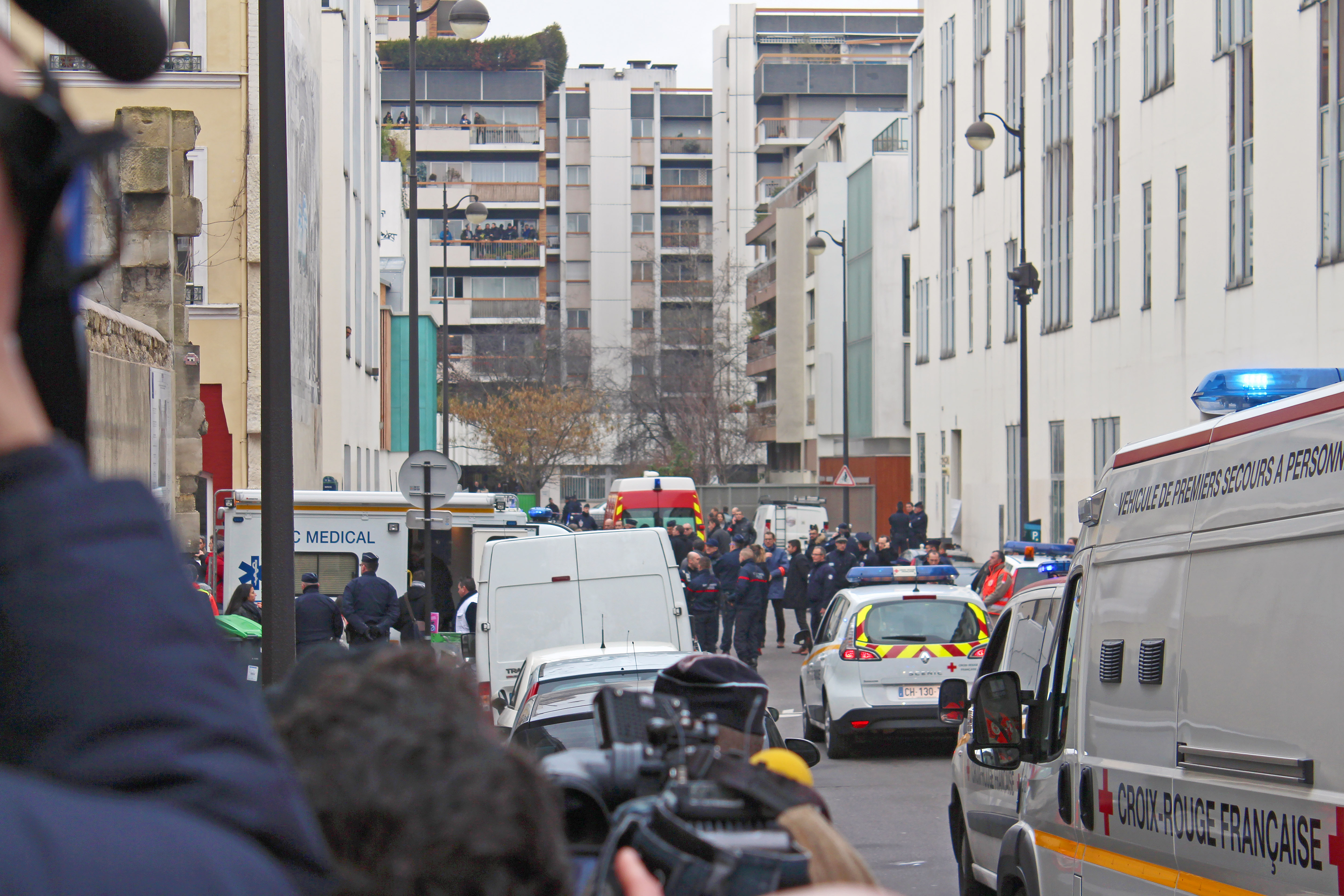
Поліція та швидка допомога на місці теракту

40 людей, які на момент атаки знаходилися в редакції, вдалося врятувати.
8 січня з'явилась інформація, що двох підозрюваних у теракті було виявлено у департаменті Ена на півночі Франції. Очевидці повідомляли, що поліція перекрила ділянку траси, якою рухаються підозрювані. Підозрюваних нібито бачили в автомобілі Renault Clio білого кольору. Вони були в капюшонах, на задньому сидінні автомобіля знаходилась зброя. За даними Le Point, підозрюваних впізнав менеджер АЗС, куди ті заїхали заправити автомобіль і купити їжу. За його словами обидва мали автомати Калашнікова та гранатомет.
Також вранці 8 січня у місті Вільфранш-сюр-Сон на сході Франції пролунав вибух у ресторані, розташованому поруч з мечеттю. Крім того, невідомі кинули кілька гранат у двір мечеті в місті Ле Ман.
Вранці 9 січня о 9:00 за місцевим часом сталась перестрілка між поліцією та підозрюваними у вчиненні теракту, внаслідок якої двоє людей загинуло (хоча у прокуратурі Парижа цю інформацію було спростовано), 20 поранено; крім того, терористи захопили заручників. За інформацією газети La Parisien брати Кауші станом на ранок перебувають у місті Дамартен-ан-Гоель і утримують кількох заручників. Ввечері того ж дня видання Le Figaro повідомило про гибель братів Шерифа та Саїда Кауши під час поліцейського штурму, який почався о 17:00 за місцевим часом. Незадовго до штурму президент Франції Франсуа Олланд провів термінову нараду з прем'єр-міністром Мануелем Вальсом, главою МВС Бернаром Казнєвим і міністром юстиції Крістіаном Тобіра. Терориста, який захопив заручників в магазині в паризькому районі Порт-де-Вінсен було вбито. Видання Reuters з посиланням на власні джерела повідомило про загибель щонайменше 4 заручників під час штурму. Після ліквідації терористів президент Олланд виступив з новим зверненням до нації, під час якого закликав взяти участь у республіканському марші в пам'ять про загиблих у неділю. Нове захоплення заручників відбулося у ювелірному магазині, у центрі міста Монпельє. Вулиці навколо нього було оточено силами безпеки.

### Операція уРеймсі
Нападниками на редакцію «Шарлі Ебдо» (Charlie Hebdo) виявилися уродженці Алжиру, 32-річний Саїд і 34-річний Шериф Куаші, що проживають у Франції. Так само з'ясували особу водія, що підвозив вбивць журналістів. Йому всього 18 років. Хамід Мюрад тимчасово проживав у Реймсі, саме туди і попрямували терористи після стрілянини в редакції.
Вже о 23.00 за місцевим часом, підрозділи Республіканської роти безпеки французької поліції оголосили про початок операції по захопленню ймовірних терористів у Реймсі. У штурмі будівлі з терористами були залучені не тільки люди, але і спецтехніка. Весь час операції над квартирою підозрюваних у стрілянині в редакції видання Charlie Hebdo чергував гвинтокрил. Поліцейським дозволили стріляти на ураження в разі, якщо підозрювані не залишать будівлю самостійно.
Але, через 2 години після початку операції по захопленню терористів, телеканал iTele повідомив про те, що злочинців у будівлі не виявилося, а спецрота вела пошук доказів і намагалася зібрати зразки ДНК організаторів теракту.
Після обшуку, співробітники поліції залишили будівлю. Під час «штурму» постріли не здійснювалися, повідомили очевидці.
В цей же час на півночі Франції в місті Шарлевіллі-Мезьєр проводилася ще одна спецоперація, в ході якої був заарештований родич одного з підозрюваних у стрілянині.
І вже ближче до ранку, телеканал nbcnews повідомив про те, що всі троє підозрюваних затримані.

## Жертви
Серед жертв є п'ять французьких карикатуристів-працівників редакції газети, в тому числі головний редактор Стефан Шарбоньє, також знаний як Шарб.
Також повідомлено про загибель двох поліцейських.
Список загиблих:
| Ім'я                        | Фото        | Вік | Стать   | Рід занять                        | Національність |
| --------------------------- | ----------- | --- | ------- | --------------------------------- | -------------- |
| Стефан Шарбоньє (фр. Charb) |             | 47  | чоловік | карикатурист                      | Француз        |
| Жан Кабю (Cabu)             |             | 76  | чоловік | карикатурист                      | Француз        |
| Жорж Воленскі (Wolinski)    |             | 80  | чоловік | карикатурист                      | Єврей          |
| Бернар Верлак (Tignous)     |             | 57  | чоловік | карикатурист                      | Француз        |
| Філіп Оноре (Honoré)        | Філіп Оноре | 73  | чоловік | карикатурист                      | Француз        |
| Бернар Маріс                |             | 68  | чоловік | колумніст                         | Француз        |
| Мішель Рено                 |             | 63  | чоловік | політик і публіцист               | Француз        |
| Ельза Каят                  |             | 57  | жінка   | психоаналітик і колумніст         | Єврейка        |
| Мустафа Уррад               |             | 61  | чоловік | коректор                          | Араб-бербер    |
| Фредерік Буассо             |             | 42  | чоловік | робітник з обслуговування будівлі | Француз        |
| Франк Бренсоларо            |             | 49  | чоловік | поліцейський                      | Француз        |
| Ахмед Мерабе                |             | 42  | чоловік | поліцейський                      | Араб-бербер    |

## Реакція

### Реакція всередині країни
Президент Франції Франсуа Олланд назвав напад на співробітників газети терористичним актом і запевнив, що покарає нападників. Уряд Франції зібрався в Єлисейському палаці, щоб обговорити терористичну загрозу.
Французька поліція звинуватила в організації теракту братів Кауші.
Ввечері 7 січня сотні людей почали стихійно збиратися в різних містах Франції для того, щоб висловити підтримку сім'ям загиблих журналістів. Через деякий час після нападу, у Твіттері з'явився хештег #jesuischarlie, що означає «Шарлі це я», на підтримку редакції. Багатотисячні мітинги у знак протесту проти нападу терористів на редакцію сатиричного журналу "Charlie Hebdo", пройшли в 21 місті Франції. У Парижі на Площу Республіки вийшло близько 15 тисяч осіб, в Ліоні акція зібрала від 10 до 15 тисяч, у Тулузі — 10, а у Нанті 5 тисяч.
8 січня 2015 року у Франції було оголошено національний день жалоби.
Директор комітету з захисту журналістів Д. Саймон назвав це найкривавішим актом насилля проти журналістів з усіх, які колись були зафіксовані його організацією.

### Міжнародна реакція
Президент України Петро Порошенко засудив жорстокий напад на журналістів та висловив співчуття родинам жертв і всьому народу Франції, а також зробив запис у Книзі співчуття в посольстві. Прем'єр-міністр України Арсеній Яценюк пов'язав теракт у Франції та агресію Росії в Україні.
Генеральний секретар ООН Пан Ґі Мун назвав ці події «прямим нападом на наріжний камінь демократії — на засоби масової інформації та свободу висловлювання думок». Президент США Барак Обама зазначив, що напад на редакцію засвідчує, наскільки нападники бояться свободи слова і друку й підкреслив готовність його країни допомогти у пошуках терористів. Джон Керрі заявив, що це не конфлікт цивілізації, а конфлікт цивілізації з тими, хто проти неї. Таку ж позицію висловили Девід Камерон та Ангела Меркель підкресливши, що їхні країни разом з Францією будуть продовжувати боротися з будь-якою формою тероризму.
Засудив теракти у Франції і Президент Ірану Хасан Рухані й підкреслив, що Іслам — мирна релігія.
Муфтій ДУМУ "Умма" Саід Ісмагілов висловив співчуття родичам усіх загиблих журналістів, підкресливши, що такі питання, як образа релігійних почуттів вірян мають вирішуватися у правовому полі кожної окремої країни, а іслам не дозволяє влаштовувати насильство, вбивства і беззаконня. Тому, за його словами, мусульмани Європи засуджують такі дії. Далі, він як муфтій мусульман країни, прохає не слухати закликів тих, хто пропонує у всіх країнах публікувати карикатури на пророка Мухаммада, особливо в Україні, де взаєморозуміння і дружба між українцями є дуже важливою на тлі війни проти нашої країни і вважає не випадковим в цьому контексті заклик Ходорковського до публікації карикатур на пророка. Попрохав журналістів бути коректними і через злочин окремих осіб не розпалювати образи всередині країни, а також висловив готовність пояснити позицію ісламу та відповісти на питання.

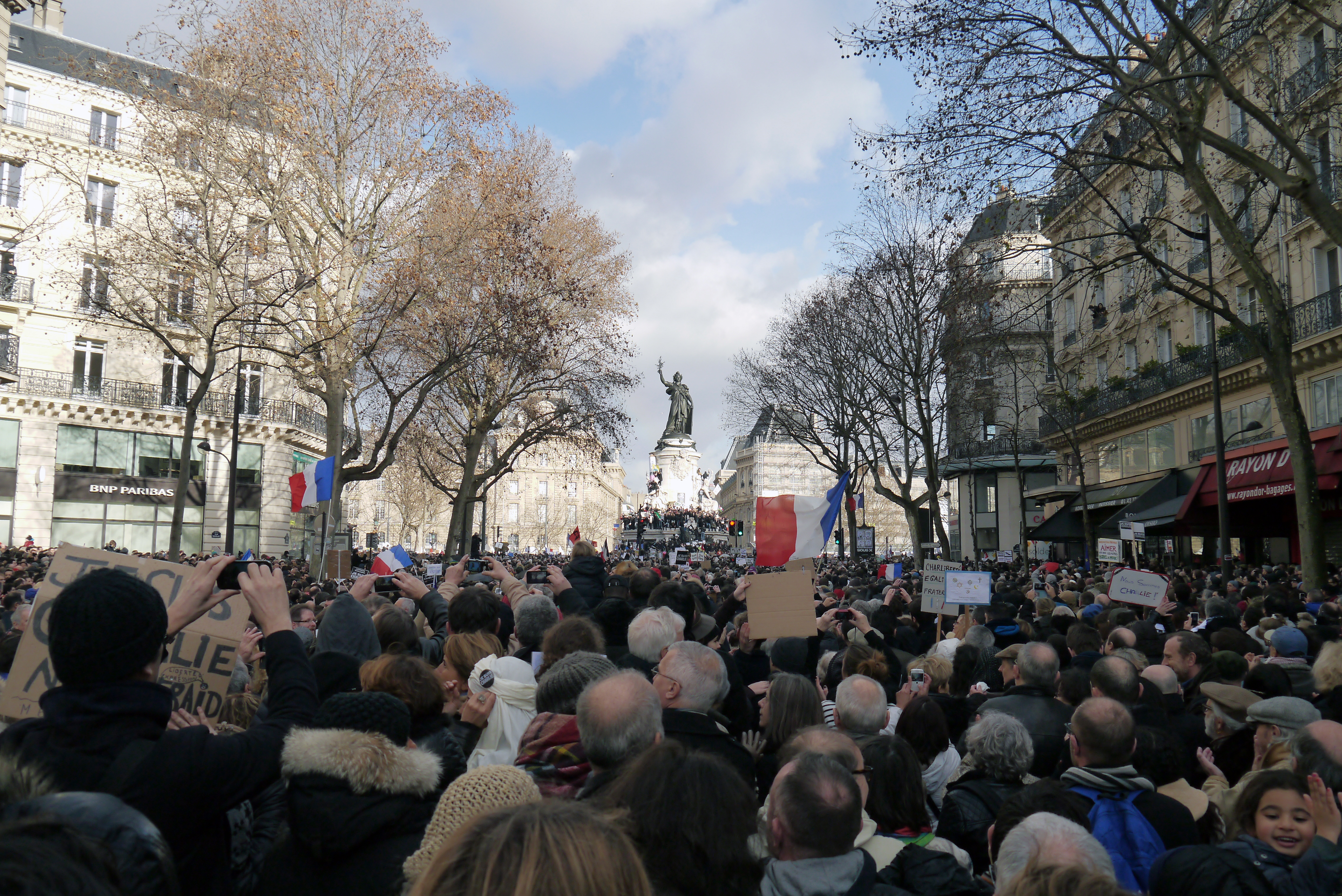
Марш єдності проти тероризму

У багатьох країнах, зокрема у Німеччині, Бельгії, Україні, люди стихійно збираються біля посольств Франції на знак солідарності.
Ісламістські організації
Суніти
Бойовики Ісламської держави Іраку і Леванту схвалили теракт, проте свою причетність до події якийсь час заперечували. Незважаючи на це, один з сирійських представників ІДІЛ повідомив агентству Reuters, що задоволений тим як «леви ісламу помстилися за пророка».
Пізніше, під час п'ятничної проповіді в іракському місті Мосул, глава імамів Ісламської держави шейх Абу Саад аль-Ансарі, заявив, що ІДІЛ все-таки причетна до теракту в Парижі:
 Операція у Франції є посланням усім країнам-учасницям міжнародної коаліції. Ми почали вилазки у Франції, але завтра прийде черга Великої Британії, США і всіх інших. 
Палестинський рух ХАМАС виступило з різким засудженням теракту у Франції, вказавши, що розбіжності в поглядах не можуть служити виправданням вбивства мирних людей.
Шиїти
Лідер шиїтського угруповання Хізбалла Хасан Насралла заявив 10 січня, що ісламісти, що вбивають заручників звірячими способами завдали набагато більших збитків репутації ісламу, ніж карикатури на релігійні теми. При цьому Насралла не згадав безпосередньо про сам теракт.
Марш єдності
11 січня 2015 року о 15:00 у Парижі на площі Республіки почався марш єдності проти тероризму на який вийшли сотні тисяч людей. Колону світових лідерів очолили Ангела Меркель, Франсуа Олланд, Маттео Ренці та Петро Порошенко. Заходи безпеки під час маршу забезпечували 5,5 тисяч правоохоронців. Всього планувалося, що у марші візьмуть участь близько 50 лідерів держав і урядів, а також до мільйона осіб.
Je suis Charlie
Вислів «Je suis Charlie» («Я — Шарлі» або «Шарлі — це я»), який став логотипом акції на підтримку загиблих під час терористичного акту на редакцію сатиричного тижневика Charlie Hebdo, придумав француз Жоакім Ронцин. Автора виразу розшукали журналісти французького видання Le Monde.

## Вшанування пам'яті
У французькому місті Ла-Трамблад безіменну площу назвали «Площа Шарлі Ебдо».